# Georges Pennetier
Pour les articles homonymes, voir Pennetier.
Georges Pennetier (28 juillet 1836 à Rouen-22 novembre 1923 à Rouen) est un scientifique français.

## Biographie
Chirurgien interne des hôpitaux de Rouen, docteur en médecine de la faculté de Paris, Georges Pennetier exerce la médecine de 1865 à 1872. Il est médecin des bureaux de bienfaisance de 1867 à 1884, et médecin des épidémies de l'arrondissement de Rouen. Il est professeur de physiologie à l'école de médecine de Rouen, professeur d'histoire naturelle et de micrographie et professeur de géologie. Il est membre de la Société d'anthropologie de Paris, de la Société zoologique de France et de l'Académie des sciences, belles-lettres et arts de Rouen.
Il est conservateur du muséum d'histoire naturelle de Rouen de 1873 à 1923. Il est le premier en France à mettre les animaux en scène dans des dioramas.
En 1881, il reçoit la médaille d'or de la Société industrielle de Rouen.
Il est membre de la Franc-maçonnerie.
Il participe au congrès du millénaire normand à Rouen en 1911.
Il a habité impasse de la Corderie à Rouen.

## Distinctions
- Officier d'académie (1879)
- Officier de l'Instruction publique (1885)
- Chevalier de la Légion d'honneur (1892)[4]

## Publications
- Leçons sur les matières premières organiques, Paris, G. Masson, 1881, 1018 p.
- L'origine de la vie (préf. Félix Archimède Pouchet), Paris, Rothschild, 1868
- Liste des travaux scientifiques de Georges Pennetier, Rouen, J. Lecerf, 1871
- Un débat scientifique, Pouchet & Pasteur, 1858-1868, Rouen, J. Girieud, 1907, 55 p.